# کلان‌شهر تل‌آویو
غوش دان یا منطقه کلانشهری تل آویو (به لاتین: Gush Dan) یک منطقه کلان‌شهری در اسرائیل است که در Gush Dan واقع شده‌است. غوش دان ۱٬۵۱۶ کیلومتر مربع مساحت و ۳٬۷۱۳٬۰۰۰٫ نفر جمعیت دارد.

## نگارخانه

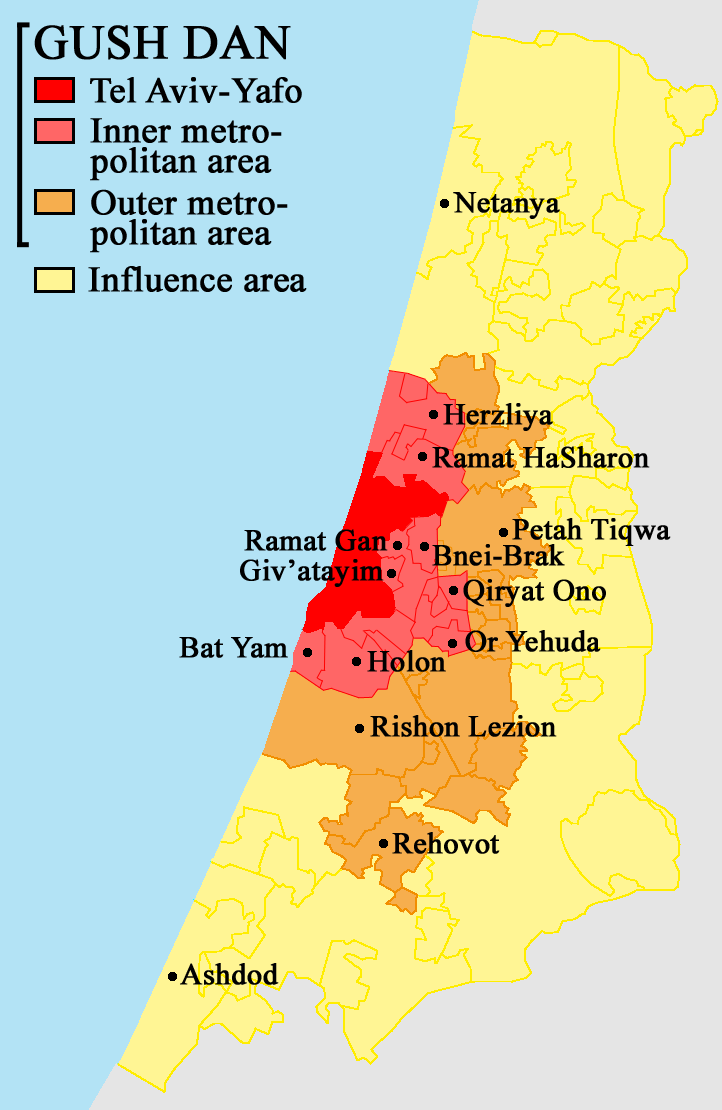
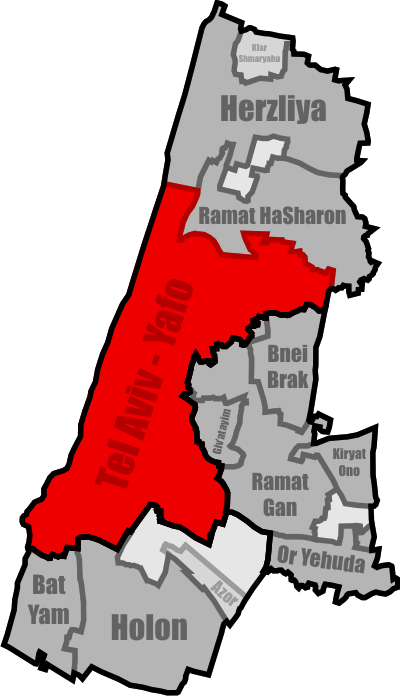
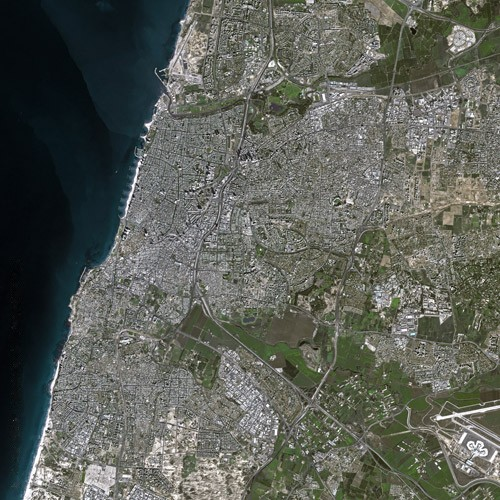
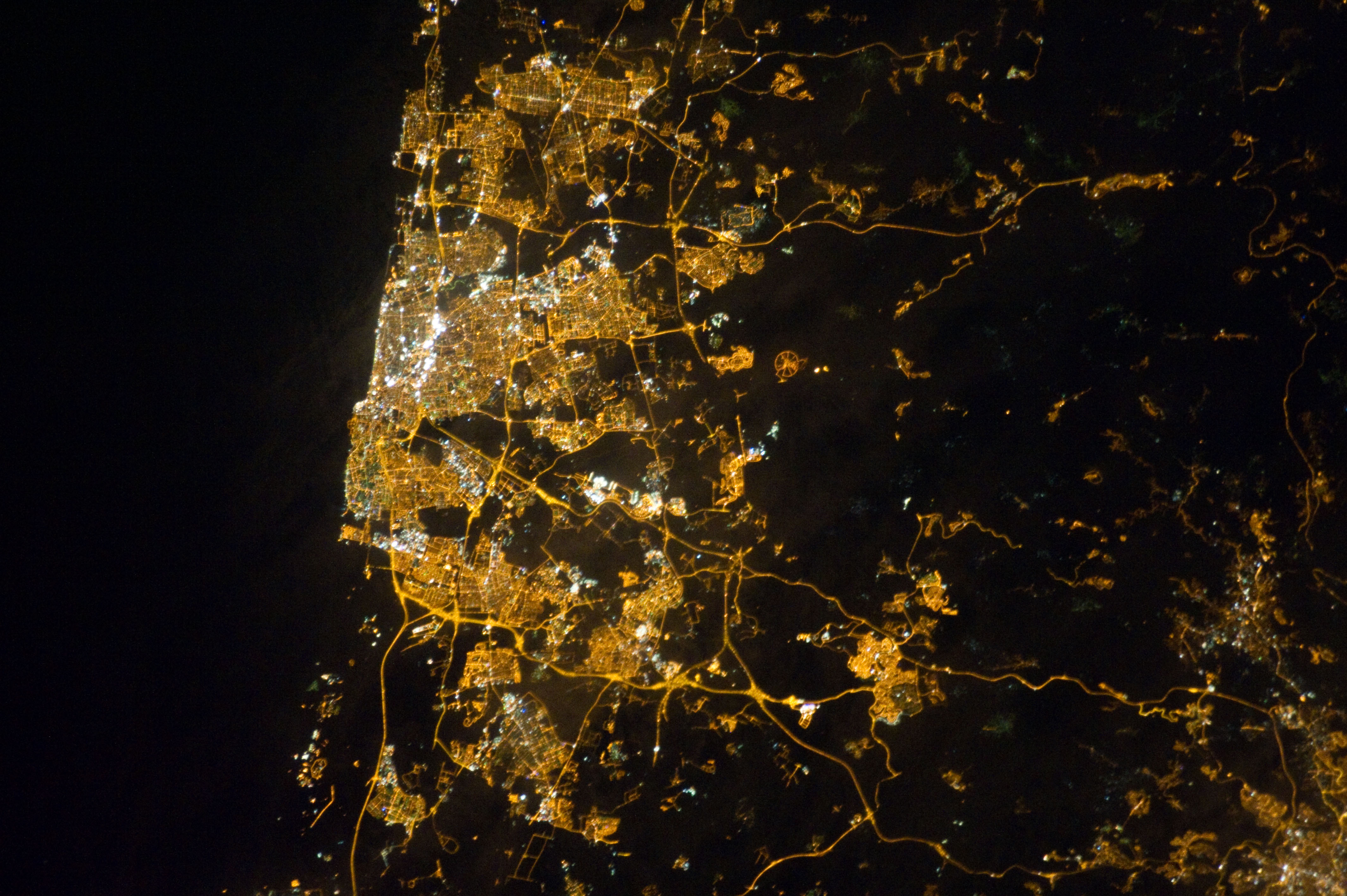
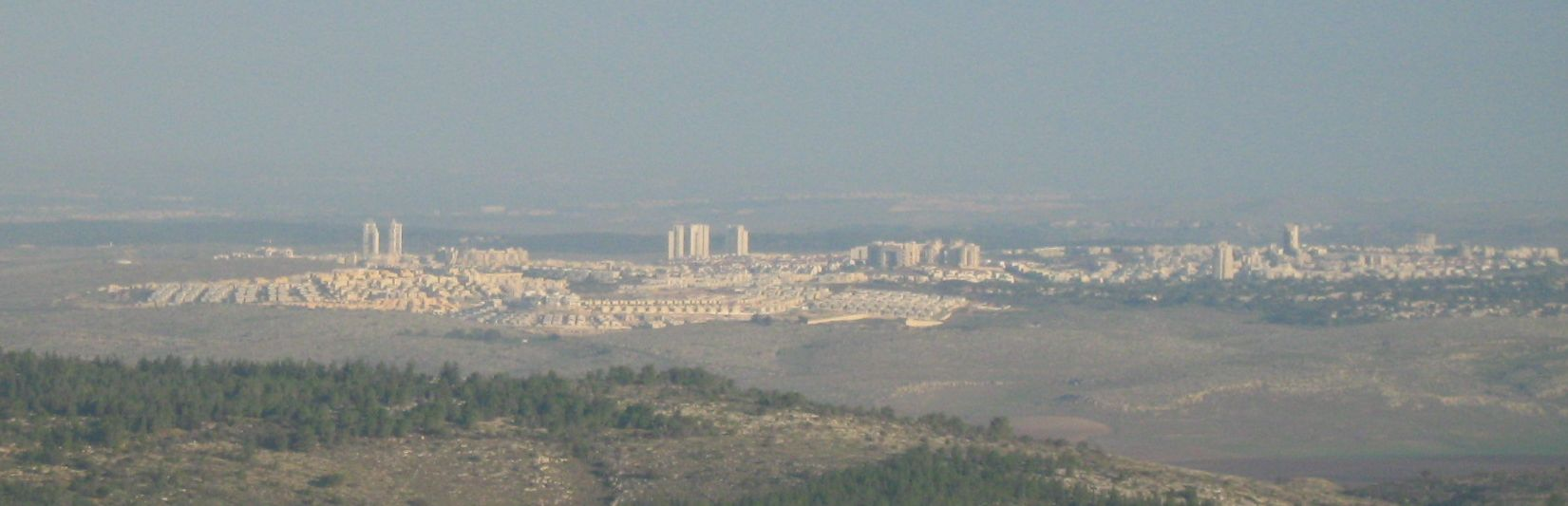
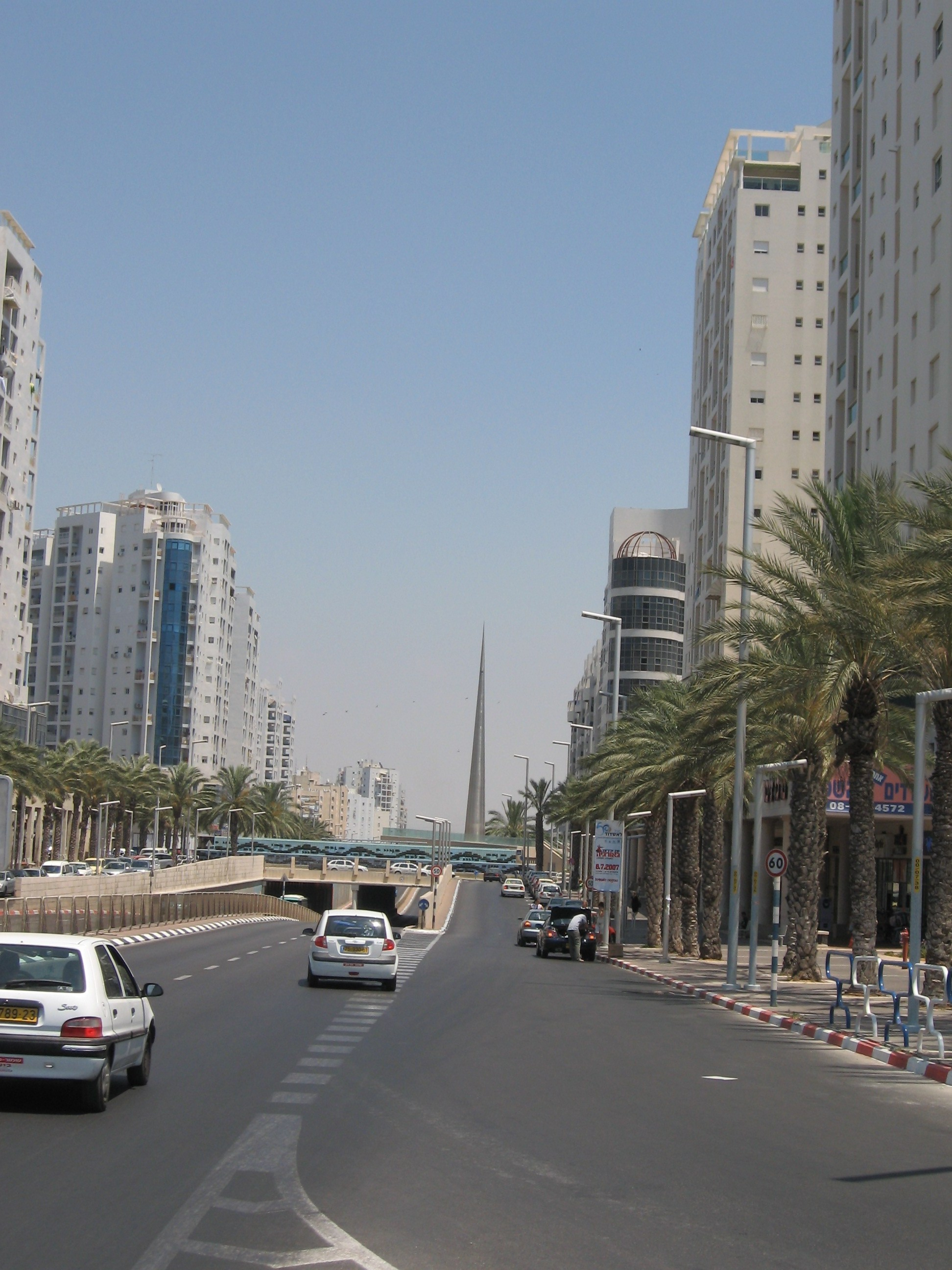
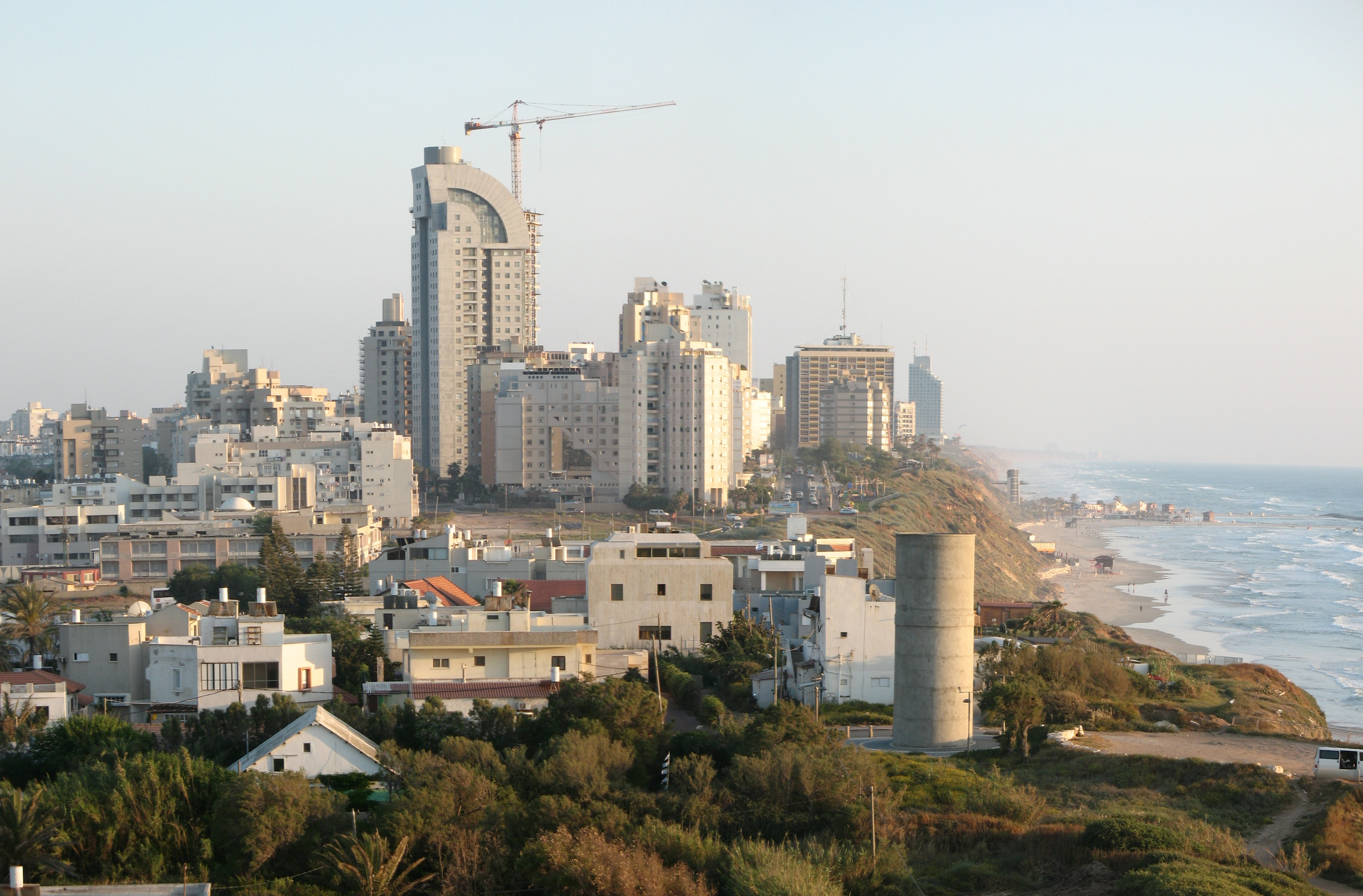
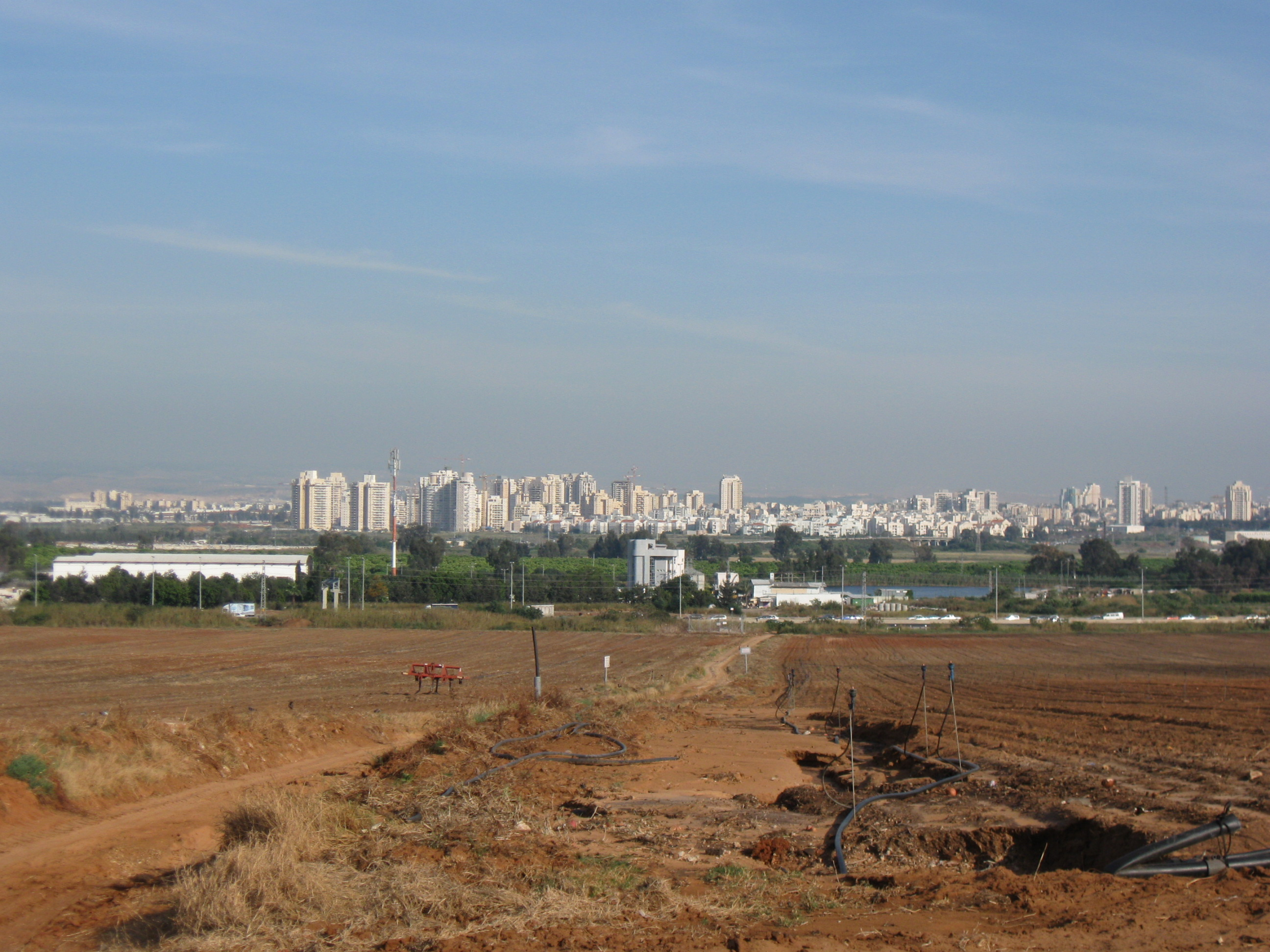
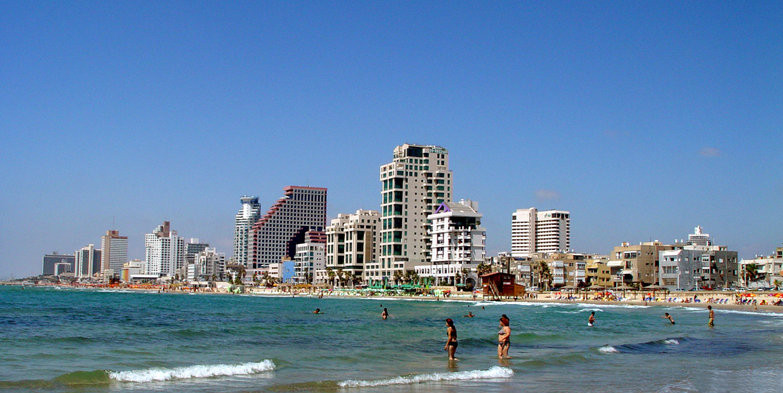